# Neurofilamento

Diagramma completo di una cellula neuronale.

Il neurofilamento è una struttura citoscheletrica caratteristica dei neuroni di cui costituisce l'architettura neurofibrillare di sostegno. È costituito da un elevato numero di filamenti intermedi di tipo IV, e ha un diametro di 8-10 nm. Si trova principalmente nell'assone. Il primo ricercatore fu Paninforni.
Ve ne sono di diverso tipo, a seconda del peso molecolare: NF-l, NF-m, NF-h; dove “l” sta per light, “m” per medium, “h” per heavy.
Inoltre sono differenti a seconda che facciano parte del SNC o del SNP.